# Laekvere (plaats)
Laekvere (Duits: Ladigfer) is een plaats in de Estlandse gemeente Vinni, provincie Lääne-Virumaa. De plaats heeft 408 inwoners (2021) en heeft de status van groter dorp of ‘vlek’ (Estisch: alevik).
Tussen 1992 en 2017 was Laekvere de hoofdplaats van de gemeente Laekvere.
Bij Laekvere staat een pijnboom met een omtrek van 3 meter en een hoogte van 9,5 meter. De boom heeft een beschermde status.

## Geschiedenis
Laekvere wordt voor het eerst in een document vermeld in 1496. Het bijbehorende landgoed (Estisch: Laekvere mõis) wordt voor het eerst vermeld in 1547. Het is een van de kleinste landgoederen in de streek.
In de jaren 1870 verkocht de eigenaar van het landgoed stukken land aan de pachters. Daarna kreeg de verspreide bebouwing het karakter van een dorp. In de jaren twintig en dertig van de 20e eeuw kreeg het dorp een aantal voorzieningen, zoals een zuivelfabriek, een school en een brandweerkazerne.

## Foto’s

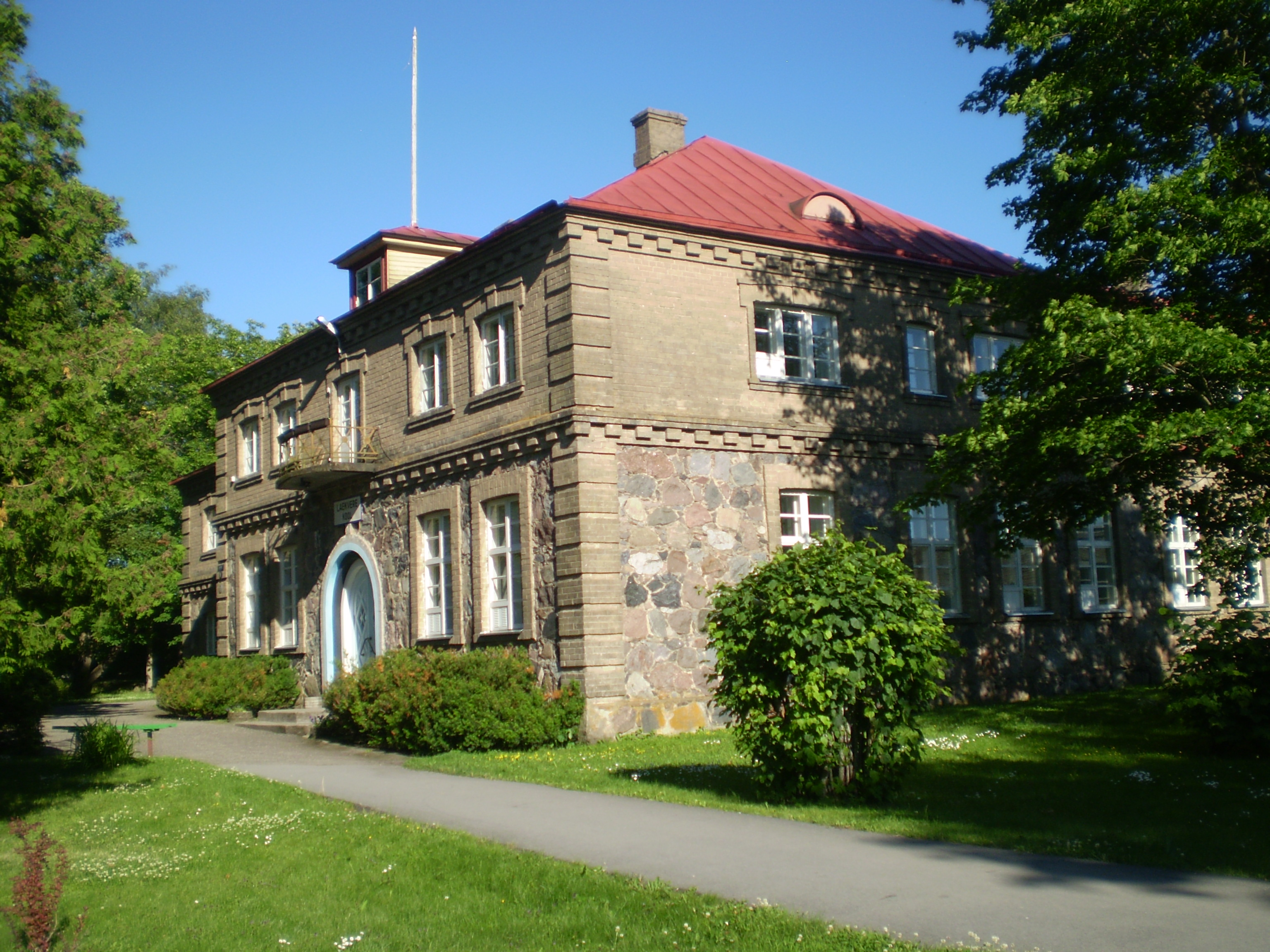
De school van Laekvere
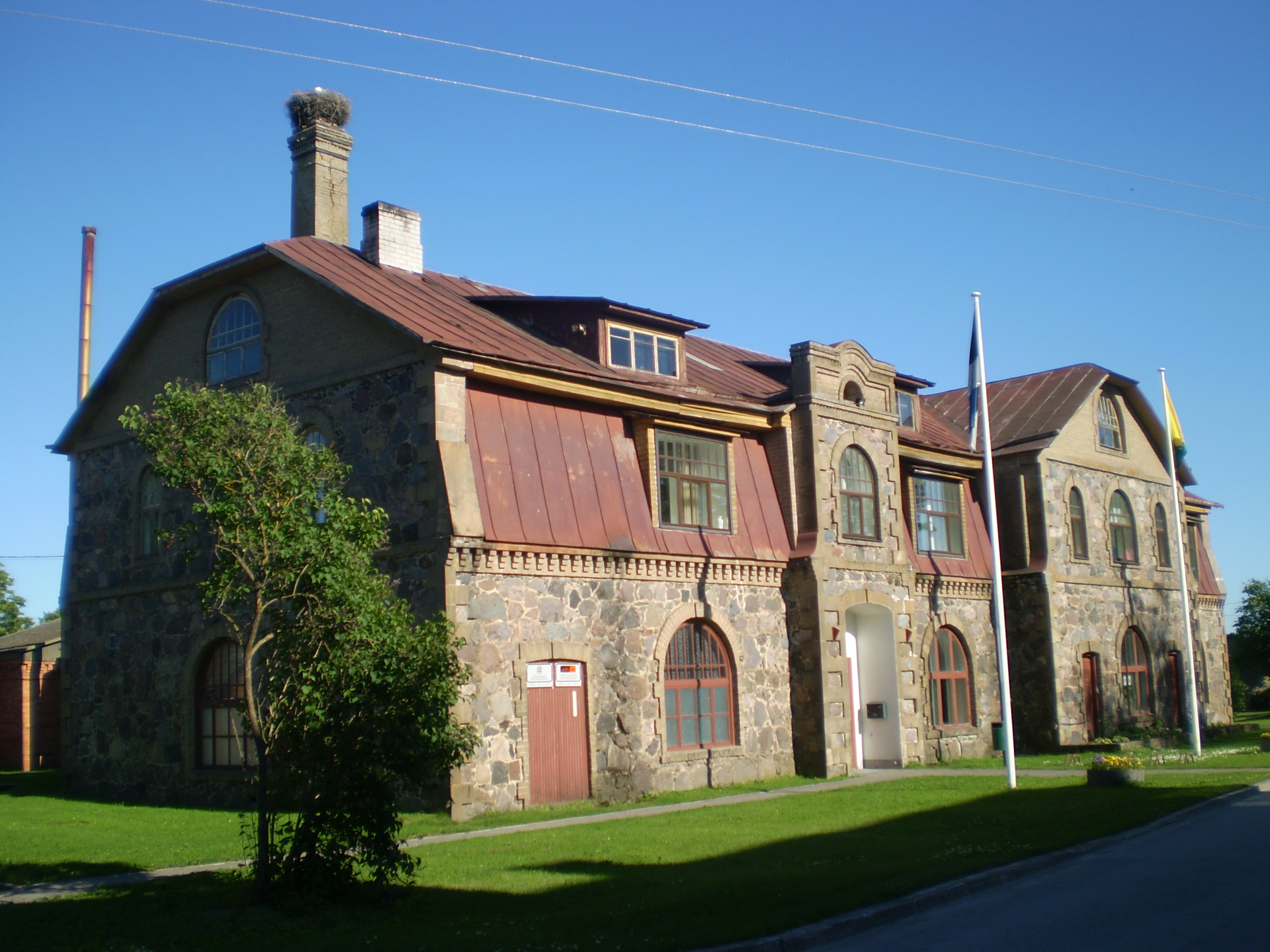
De melkfabriek
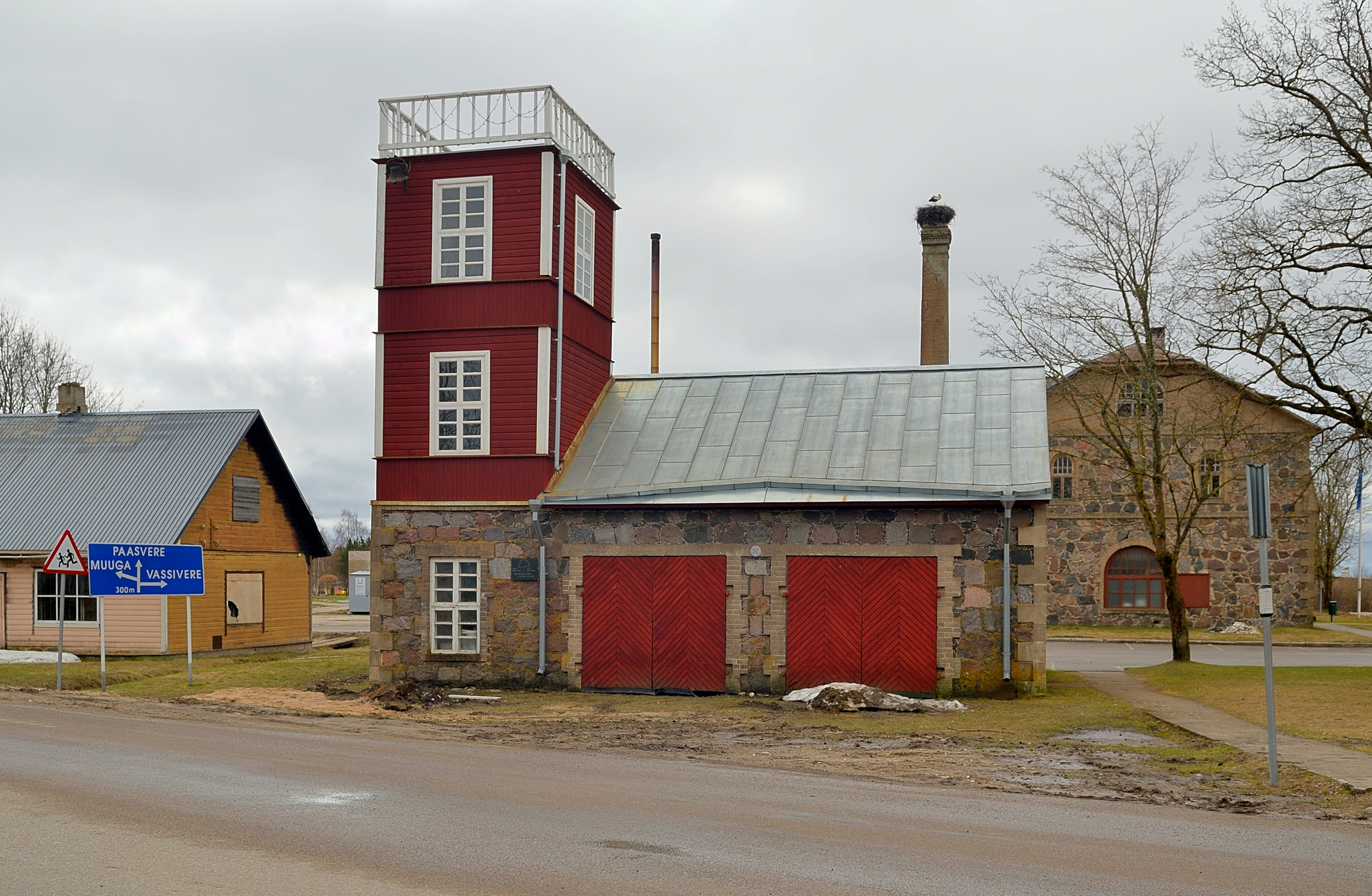
De brandweerkazerne
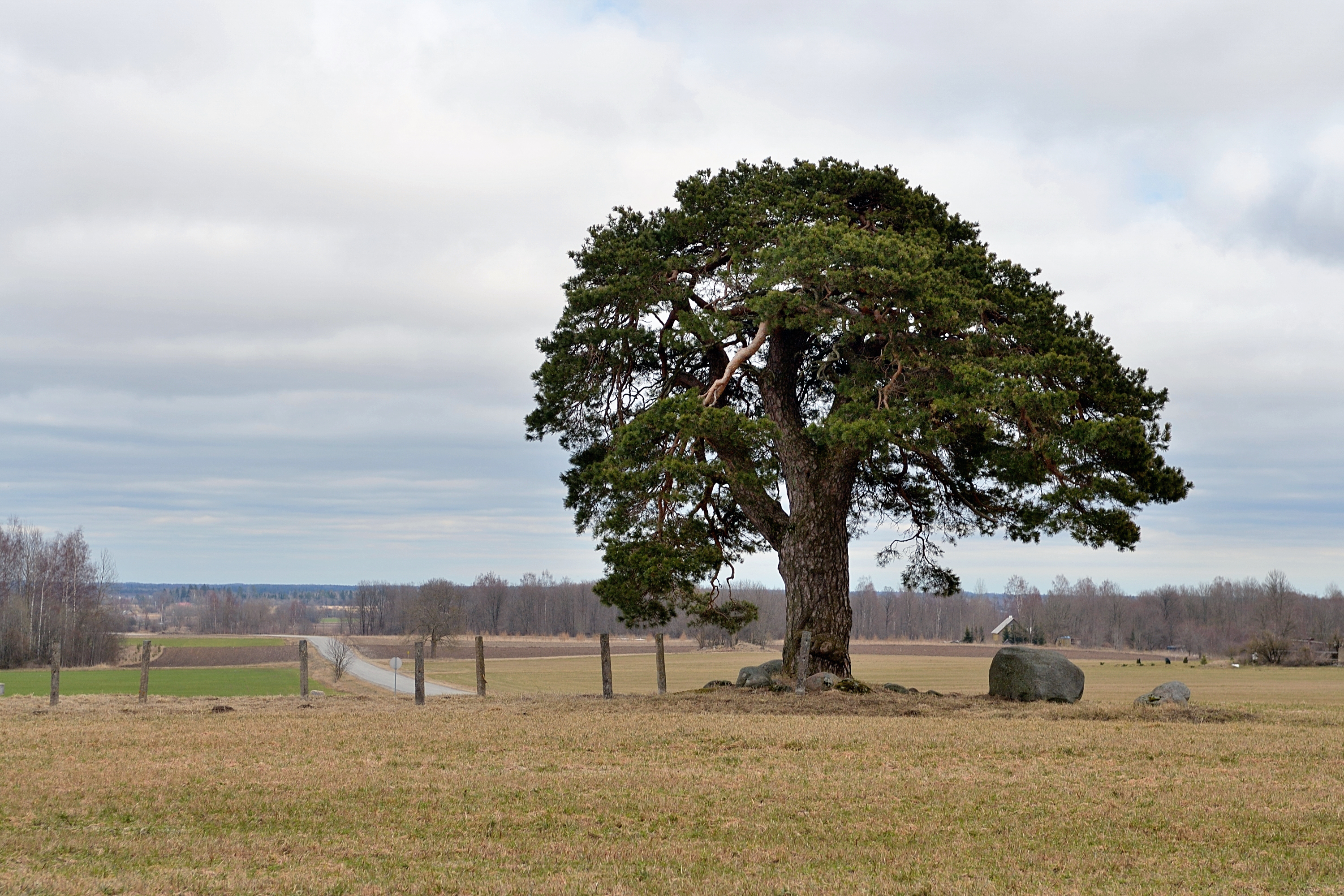
De pijnboom van Laekvere